# گروه اسل
گروه اسل (انگلیسی: Accell) شرکت ترابری هلندی است، که در زمینه طراحی و ساخت دوچرخه و دوچرخه برقی فعالیت می‌کند.